# Liste von Vornamen
Die Liste von Vornamen enthält mehr als 9700 Einträge und ist alphabetisch auf Unterseiten aufgeteilt:
A B C D E F G H I J K L M N O P Q R S T U V W X Y Z

## Vornamen nach Regionen
Vornamenslisten zu bestimmten Regionen, Sprachen, Dialekten oder Kulturkreisen:
- Albanien: Liste albanischer Vornamen
- Aserbaidschan: Aserbaidschanische Namensgebung
- Birma: Birmanischer Name
- China:
  - Chinesischer Name
  - Liste tibetischer Namen und Titel
  - Milchname
- Deutschland
  - Vorname (Deutschland)
  - Liste der bairischen Vornamen
  - Liste deutscher Vornamen aus der Bibel
  - Liste deutscher Vornamen germanischer Herkunft
  - Ostfriesischer Vorname
  - Obersorbische Vornamen
- Finnland: Liste finnischer Vornamen
- Gambia: Gambische Personennamen
- Ghana
  - Akan-Vorname
- Griechenland: Liste griechischer Vornamen
- Indien: Indischer Name
- Italien:
  - Römisches Imperium: Römische Vornamen
- Japan: Japanischer Name
- Korea: Koreanischer Name
- Lettland: Liste der Namenstage in Lettland
- Malaysia: Malaysischer Name
- Nepal
  - Personennamen der Sherpa
- Polen: Polnischer Name
- Spanien: Spanischer Name
- Türkei
  - Liste türkischer Vornamen
  - Liste kurdischer Vornamen
- Vietnam: Schreibung vietnamesischer Namen

Länderübergreifend:
- Liste der Namenstage
- abgeleitete Eigennamen
- arabische Namen
- jüdische Namen